# U 1104
U 1104 war ein deutsches Unterseeboot der Klasse VII C/41, welches als „Atlantikboot“ in der Endphase des U-Boot-Krieges zum Einsatz kam.

## Geschichte des U-Bootes
Das U-Boot wurde am 14. Oktober 1941 bei den Nordseewerken in Emden, zusammen mit U 1103, U 1105 und U 1106 in Auftrag gegeben. Es wurde am 29. Juni 1943 als Neubau 226 auf Kiel gelegt und am 7. Dezember 1943 vom Stapel gelassen. Die Indienststellung am 15. März 1944 nahm Oberleutnant zur See Rüdiger Perleberg vor, welcher mit diesem U-Boot sein erstes Kommando innehatte. Unter seinem Kommando führte das Boot auch ein Turmmaling: Ein rasender, schnaubender Keiler war an der Stirnseite des Turmes aufgemalt. Aus diesem Grund wurde das Boot auch Die Wildsau genannt.
Bei späteren Umbauarbeiten erhielt U 1104 den Turmumbau IV mit der gleichen Flak-Armierung, die ein Typ VII C U-Boot in dieser Zeit mit sich führte, und einen Klappschnorchel mit dem typischen Kugelschwimmer-Kopfventil.
Von der Indienststellung bis zum 31. Januar 1945 war das U-Boot als Ausbildungsboot der 8. U-Flottille in Danzig stationiert, bevor es am 1. Februar 1945 der in Bergen stationierten 11. U-Flottille als Frontboot unterstellt wurde.

### Verlegungsfahrt
U 1104 verließ am 22. Januar 1945 um 20:30 Uhr Kiel und verlegte nach Norwegen zum Marinestützpunkt Horten, wo es zwei Tage später einlief. Dort wurden im Oslo-Fjord verschiedene Schnorchelübungen durchgeführt. Das U-Boot befand sich beim Einlaufen in Horten noch immer in der Ausbildungsphase.

### Erste und einzige Unternehmung
Am 1. Februar 1945 lief U 1104 um 16:14 Uhr zum ersten Fronteinsatz von Horten aus und verlegte nach Kristiansand, wo nochmal Brennstoff und Proviant ergänzt wurden. Um 16:50 Uhr des nächsten Tages verließ das U-Boot Kristiansand zur ersten Unternehmung. Auf der 46 Tage, 18 Stunden und 21 Minuten langen Unternehmung wurden in den Operationsgebieten Nordatlantik und North Minch keine Schiffe versenkt oder beschädigt. U 1104 lief dann am 22. März 1945 um 1:30 Uhr morgens im U-Stützpunkt Bergen ein.

### Überführungsfahrt
Nach der Kapitulation wurden sämtliche U-Boote der Deutschen den Alliierten übergeben und auch U 1104 war unter diesen Booten. Am 30. Mai wurde ein großer Teil der U-Boote nach Scapa Flow und von dort aus nach Loch Ryan oder in den Hafen von Londonderry verlegt.

## Untergang
Am 14. Dezember 1945 sollte U 1104 als das nächste zu versenkende U-Boot gesprengt und nicht durch Artilleriefeuer versenkt werden. Doch auf dem Weg zum Versenkungsgebiet riss die Verbindung zwischen U 1104 und der britischen Fregatte HMS Cawsand Bay, die das U-Boot im Schlepp hatte. U 1104 schnitt unter, verlor den Auftrieb und sank auf der Position 55° 35' N - 07° 57' W im ehemaligen Marineplanquadrat AM 5387.